# 미야토코촌
미야토코촌(宮床村)은 1955년까지 미야기현 구로카와군의 남서부에 있던 촌이다. 현재의 다이와정에 해당한다.

## 역사
- 1889년 4월 1일 - 정촌제 시행에 수반해 미야토노촌이 성립하였다.
- 1955년 4월 20일 - 요시오카 정, 요시다 촌, 쓰루스 촌, 오치아이 촌과 합병해 다이와정이 되었다.

## 참고문헌
- 『宮城県町村合併誌』（宮城県地方課、1958）